# Euphorbia schugnanica
Euphorbia schugnanica är en törelväxtart som beskrevs av Boris Fedtjenko. Euphorbia schugnanica ingår i släktet törlar, och familjen törelväxter. Inga underarter finns listade i Catalogue of Life.